# Clelea discriminis
Clelea discriminis es una especie de polilla de la familia Zygaenidae.
Fue descrita científicamente por Swinhoe en 1891.